# Festival Cinema Jove
El Festival Internacional de Cinema de València Cinema Jove és un festival de cinema que es desenvolupa anualment a València des de l'any 1986, habitualment en el mes de juny al Teatre Principal, el Teatre Rialto i els Jardins del Real.
El festival manté la vocació de ser un fòrum d'encontre entre joves cineastes internacionals, compta amb dues seccions oficials, una dedicada a llargmetratges que s'estrenen a l'estat espanyol i una altra dedicada als curtmetratges més sòlids del panorama internacional, i una programació que proposa altres seccions amb homenatges a cineastes veterans, joves directors "de culte", exposicions, trobades professionals, etc.
El Festival Cinema Jove està organitzat per CulturArts Generalitat, i està reconegut per la Federació Internacional de Productors de Films (FIAPF). A més és membre de la Coordinadora Europea de Festivals de Cinema.

## Inicis
El festival va nàixer amb la vocació de donar suport als joves que tenien una història que contar mitjançant les imatges o que estaven donant els seus primers passos en la indústria audiovisual. En només quatre anys, aquest àmbit geogràfic es va ampliar a l'àmbit estatal i internacional, es va establir una Secció Oficial de Curtmetratges, es van allargar les dates del certamen fins a cobrir una setmana de programació, i el 1991 es va incorporar la Secció Oficial de Llargmetratge.

## Objectius
Aquest projecte es mou amb la intenció de mostrar els aspectes nous i renovadors vinculats amb l'autor jove, en el qual sol ser habitual trobar un cinema arriscat, innovador i amb un gran nombre d'òperes primes, que no es troba a massa festivals. Potser per això la seua repercussió mediàtica no siga molt massiva, però, el seu reconeixement en el sector professional, tant en l'àmbit nacional com internacional, és d'un prestigi molt gran. Es tracta d'un compromís amb l'ensenyament de l'art cinematogràfic, dels seus mecanismes tècnics narratius.

## Premis

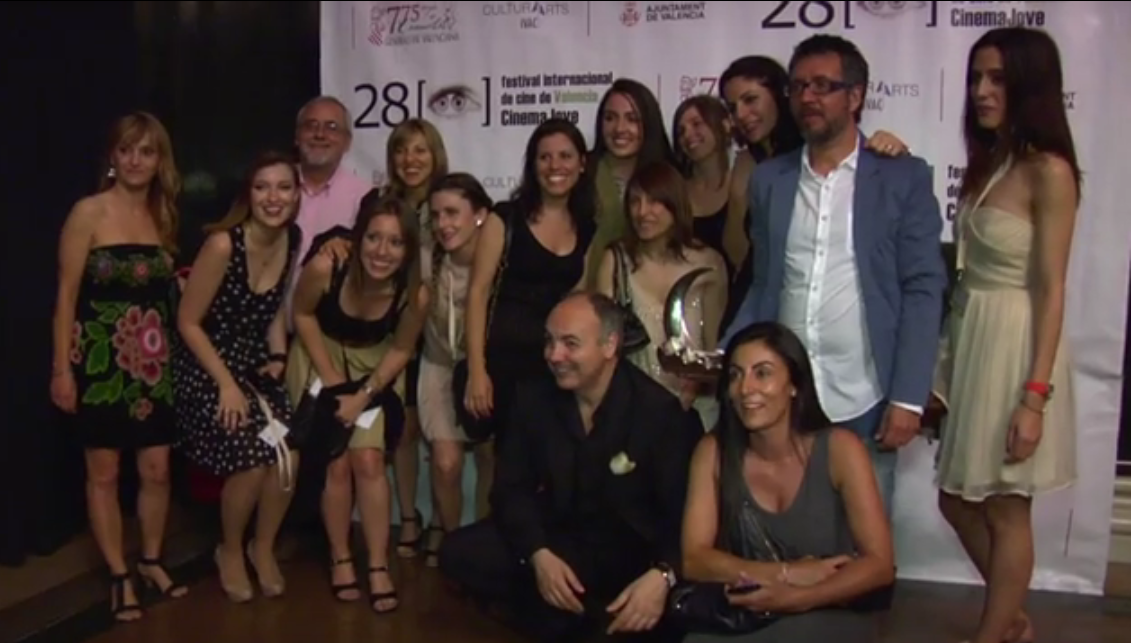
Cloenda 28 edició del Festival Cinema Jove

En la secció oficial hi ha diferents guardons que va canviant segons l'edició, però tots els anys hi ha dues categories fixes: el millor curtmetratge i el millor llargmetratge, els premiats obtenen una compensació econòmica.
Els membres del Comitè de Selecció, es designen pel director del festival entre especialistes de l'entorn cinematogràfic vinculats al Festival, així com els membres dels jurats de les dues categories de caràcter competitiu: llargmetratges i curtmetratges. Les decisions, tant del Comitè de Selecció com dels Jurats, són inapel·lables.
Des de l'any 1993 es lliura el Premi Un Futur de Cine per reconèixer la trajectòria d'actors que han destacat per la seua capacitat i versatilitat de construir personatges malgrat tindre una curta filmografia, essent premiats:
|      |                                           |                                           | Lluna de València       |                                             |                      |                    |                    |
|      | Premi Un Futur de Cine                    | Retrospectiva                             | Premi Lluna de València | Premi Lluna de València especial d'animació | Millor Llargmetratge | Millor Curtmeratge | Especial del jurat |
| 1993 | Icíar Bollaín                             |                                           |                         |                                             |                      |                    |                    |
| 1994 | Gabino Diego                              |                                           |                         |                                             |                      |                    |                    |
| 1995 | Ariadna Gil                               |                                           |                         |                                             |                      |                    |                    |
| 1996 | Karra Elejalde                            |                                           |                         |                                             |                      |                    |                    |
| 1997 | Elena Anaya                               |                                           |                         |                                             |                      |                    |                    |
| 1998 | Fele Martínez                             |                                           |                         |                                             |                      |                    |                    |
| 1999 | María Esteve                              |                                           |                         |                                             |                      |                    |                    |
| 2000 | Fernando Ramallo                          |                                           |                         |                                             |                      |                    |                    |
| 2001 | Lucía Jiménez                             |                                           |                         |                                             |                      |                    |                    |
| 2002 | Unax Ugalde                               |                                           |                         |                                             |                      |                    |                    |
| 2003 | Silvia Abascal                            |                                           |                         |                                             |                      |                    |                    |
| 2004 | Jordi Vilches                             |                                           |                         |                                             |                      |                    |                    |
| 2005 | Marta Etura                               |                                           |                         |                                             |                      |                    |                    |
| 2006 | Leticia Dolera                            |                                           |                         |                                             |                      |                    |                    |
| 2007 | Miguel Ángel Silvestre                    |                                           |                         |                                             |                      |                    |                    |
| 2008 | Bárbara Goenaga                           |                                           |                         |                                             |                      |                    |                    |
| 2009 | Álvaro Cervantes                          |                                           |                         |                                             |                      |                    |                    |
| 2010 | Natasha Yarovenko                         |                                           |                         |                                             |                      |                    |                    |
| 2011 | Carlos Areces                             |                                           |                         |                                             |                      |                    |                    |
| 2012 | Michelle Jenner José Mota Macarena García |                                           | Priit Pärn              |                                             |                      |                    |                    |
| 2013 | Gorka Otxoa Macarena García               |                                           |                         |                                             | Milosc/Loving        | Oh Willy           | Le premier pas     |
| 2014 | Aura Garrido                              |                                           |                         | Ferenc Cakó                                 |                      |                    |                    |
| 2015 | Irene Escolar                             |                                           | Ruben Östlund           | Vuk Jevremovic                              |                      |                    |                    |
| 2016 | Ingrid García-Jonsson Daniel Grao         | Rithy Panh Festival de Cinema de Sarajevo |                         |                                             |                      |                    |                    |

## Plataforma
Diversos directors espanyols han passat per Cinema Jove en les seues diverses etapes, des d'amateurs fins a professionals. És el cas d'Álex de la Iglesia, Icíar Bollaín, Alejandro Amenábar, Sigfrid Monleón, Juanma Bajo Ulloa, Marc Recha, Matteo Garrone, Thomas Vinterberg, Daniel Calparsoro o Miguel Albaladejo, que a la 25a edició van rebre un homenatge.